# Distretto di Akdeniz
Il distretto di Akdeniz (in turco Akdeniz ilçesi) è uno dei distretti della provincia di Mersin, in Turchia. Fa parte del comune metropolitano di Mersin.